# Zavet (Razgrad)
Zavet (búlgaro: Завет) é uma cidade e município da Bulgária, localizada no distrito de Razgrad. A população da cidade era de 3 371 e a do município 11 338 habitantes em 31 de dezembro de 2009.

## População
Evolução da população da cidade de Zavet.
| Zavet | Zavet | Zavet | Zavet | Zavet | Zavet | Zavet | Zavet | Zavet | Zavet | Zavet | Zavet | Zavet | Zavet | Zavet | Zavet | Zavet | Zavet | Zavet | Zavet |
| --- | ----- | ----- | ----- | ----- | ----- | ----- | ----- | ----- | ----- | ----- | ----- | ----- | ----- | ----- | ----- | ----- | ----- | ----- | ----- |
| Ano | 1887  | 1910  | 1934  | 1946  | 1956  | 1965  | 1975  | 1985  | 1992  | 2001  | 2002  | 2003  | 2004  | 2005  | 2006  | 2007  | 2008  | 2009  | 2010  |
| População |       |       |       | …     | …     | 4 533 | 4 599 | 4 326 | 3 918 | 3 588 | 3 558 | 3 595 | 3 566 | 3 575 | 3 523 | 3 505 | 3 452 | 3 436 | 3 371 |
| Fontes: Instituto Nacional de Estatísticas, „citypopulation.de“, „pop-stat.mashke.org“, Bulgarian Academy of Sciences |       |       |       |       |       |       |       |       |       |       |       |       |       |       |       |       |       |       |       |